# Kanton Saint-Claud
Der Kanton Saint-Claud war bis 2015 ein französischer Wahlkreis im Département Charente und in der damaligen Region Poitou-Charentes. Er umfasste 14 Gemeinden im Arrondissement Confolens; sein Hauptort (frz.: chef-lieu) war Saint-Claud. Die landesweiten Änderungen in der Zusammensetzung der Kantone brachten im März 2015 seine Auflösung. Vertreter im Generalrat des Départements war zuletzt für die Jahre 1998–2015 Claude Burlier (PS).
Der Kanton Saint-Claud war 277,55 km2 groß und hatte 11.167 Einwohner (Stand: 2012).

## Gemeinden
| Gemeinde                  | Einwohner Jahr | Fläche km² | Bevölkerungsdichte | Code INSEE | Postleitzahl |
| ------------------------- | -------------- | ---------- | ------------------ | ---------- | ------------ |
| Beaulieu-sur-Sonnette     | 253 (2013)     | 10,29      | 25 Einw./km²       | 16035      | 16450        |
| Chasseneuil-sur-Bonnieure | 3.042 (2013)   | 33,34      | 91 Einw./km²       | 16085      | 16260        |
| Genouillac                | 614 (2013)     | 14,59      | 42 Einw./km²       | 16149      | 16270        |
| Le Grand-Madieu           | 158 (2013)     | 8,4        | 19 Einw./km²       | 16157      | 16450        |
| Lussac                    | 290 (2013)     | 11,7       | 25 Einw./km²       | 16195      | 16450        |
| Mazières                  | 100 (2013)     | 5,87       | 17 Einw./km²       | 16214      | 16270        |
| Nieuil                    | 920 (2013)     | 23,9       | 38 Einw./km²       | 16245      | 16270        |
| Parzac                    | 139 (2013)     | 11,38      | 12 Einw./km²       | 16255      | 16450        |
| Les Pins                  | 441 (2013)     | 21,06      | 21 Einw./km²       | 16261      | 16260        |
| Roumazières-Loubert       | 2.516 (2013)   | 46,59      | 54 Einw./km²       | 16192      | 16270        |
| Saint-Claud               | 1.109 (2013)   | 26,75      | 41 Einw./km²       | 16308      | 16450        |
| Saint-Laurent-de-Céris    | 788 (2013)     | 29,89      | 26 Einw./km²       | 16329      | 16450        |
| Saint-Mary                | 357 (2013)     | 21,86      | 16 Einw./km²       | 16336      | 16260        |
| Suaux                     | 420 (2013)     | 11,93      | 35 Einw./km²       | 16375      | 16260        |